# بزباز
بَزباز، روستایی در دهستان عسلویه بخش مرکزی شهرستان عسلویه در استان بوشهر ایران است.
این روستا در ۷ کیلومتری شرق شهر بندر عسلویه قرار دارد. 

## جمعیت
بر پایه سرشماری عمومی نفوس و مسکن در سال ۱۳۹۵، جمعیت این روستا برابر با ۲،۲۸۶ نفر (۴۲۷ خانوار) بوده‌است.